# Maurice Hinchey

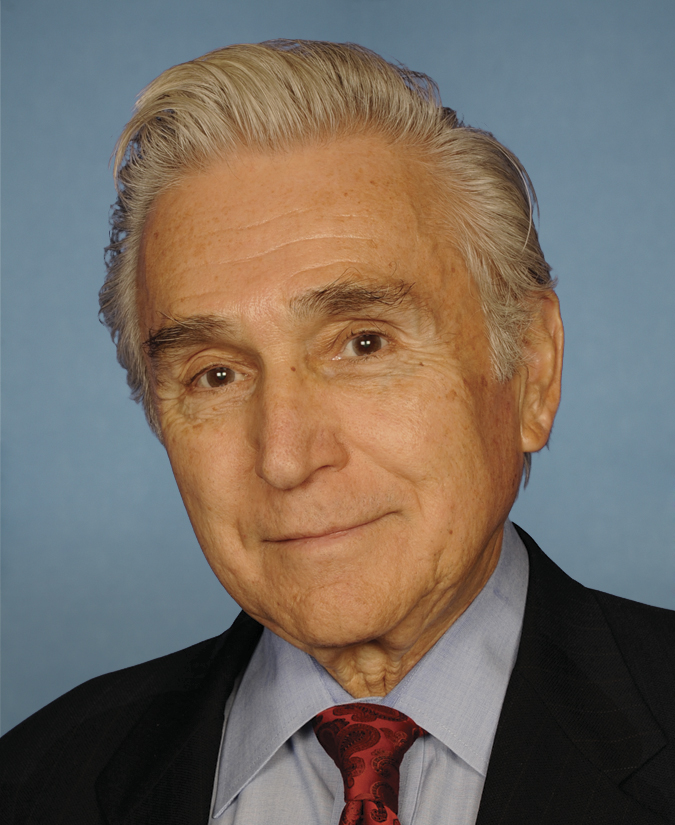
Maurice Hinchey (2011)

Maurice Dunlea Hinchey (* 27. Oktober 1938 in New York City, New York; † 22. November 2017 in Saugerties, New York) war ein amerikanischer Politiker der Demokratischen Partei. Von 1993 bis 2013 war er Mitglied des Repräsentantenhauses der Vereinigten Staaten für den Bundesstaat New York.

## Leben
Hinchey wurde in New York City geboren, wuchs in Saugerties auf und schloss seine Schulbildung an der Saugerties High School ab. Im Anschluss diente er von 1956 bis 1959 in der US Navy. Anschließend daran erhielt er 1968 seinen Bachelor of Arts und 1970 seinen Master, beide an der State University of New York at New Paltz. Von 1974 bis zu seiner Wahl in den US-Kongress vertrat er den 101. Distrikt des Bundesstaates in der New York State Assembly, nachdem er 1972 noch erfolglos kandidiert hatte.
Von 1993 an vertrat Hinchey seinen Bundesstaat im US-Repräsentantenhaus, zunächst im 26. und von 2003 an im 22. Kongresswahlbezirk des Staates New York. David O’Brien Martin war sein Vorgänger. Hinchey konnte seinen Sitz, zuletzt 2010, immer verteidigen. 2012 verzichtete er auf eine erneute Kandidatur und schied am 3. Januar 2013 aus dem Kongress aus. Er war Mitglied im Committee on Appropriations, im Committee on Natural Resources und im Joint Economic Committee. Hinchey galt politisch als Progressiver, der sich für den Umweltschutz engagierte.
Hinchey war römisch-katholischen Glaubens. Mit seiner Ehefrau Allison Lee Hinchey hatte er eine Tochter.